# 聖ステファノ (ジョット)
『聖ステファノ』(せいステファノ、伊: Santo Stefano) は、ジョット・ディ・ボンドーネによる板絵で、1320年から1325年ごろに制作された。金地にテンペラ描かれている。フィレンツェのホーン美術館のコレクションにあり、絵画は美術館のロゴとして使用されている。
ワシントンのナショナル・ギャラリーに所蔵されているジョットによる『聖母子』、およびフランスのフォンテーヌ・シャアアリス (Fontaine-Chaalis) にあるジャックマール・アンドレ美術館所蔵のジョットによる『福音記者ヨハネ』と『聖ラウレンティウス』とともに、『聖ステファノ』は祭壇画を構成していたと考えられている。
聖ステファノは、神殿尊重に陥っているとしてユダヤ教を批判したため、ファリサイ派によって迫害され、石打ちの刑により殉教したキリスト教の聖人である。